# 合図
合図（あいず）とは、物事を起こすに際し、あらかじめしておく取り決めのことである。また、それから転じて互いに約束した方法で物事を知らせる行動や、あらかじめ取り決めておいた知らせるための方法や信号自体をも指す。

## 概要
物事をうまく運ぶため、あらかじめ取り決めておいた方法や信号で約束の時機として行動を起こすべきことを示し、タイミングと息の合った行動や連携を行わせる記号活動である。日本に古くからある観念であり、その語源は「相指図」の転じたものである。元々は、事を起こすにあたり共同者が互いの行動をあらかじめ了解しておく約束という意味で使われていた。合図に用いられる記号も比較的単純なもので構成され、目配せなどの身振りや旗などの視覚的なものと、拍手や号砲などの聴覚的なものに大別される。

## 特性
タイミングを合わせるための合意事項である。現在あるいは今後行おうとしている行為にとってタイミングが重要である場合、タイミングを外してしまうと行動の意味も効果も薄れたり無くなったりしてしまうという場合がある。これを回避するため、当事者間で合意して責任を持つ必要がある。したがって、合図を出すほうも受けるほうもタイミングを外さないように常に緊張を保つ必要性があり、誤ってタイミングを外した場合、一種の責任さえ生じる性格もあることから当事者同士の息の合った行動や連携が要求される。また、合図の内容はあらかじめ了解されているため、開始や終結を示すだけの場合が多い。このため、見落としはあっても見間違いや誤解のないように工夫されている。

## 号令
号令（ごうれい）とは、合図のうち一般的に言語によって各種の内容を表すものであり、大抵の場合は一定の集団の内部で制定され、指揮者が群に対して命令を出す場合に利用する。号令には、その行動を一斉に取らせるきっかけを与える動令（どうれい）と、あらかじめある行動に移る心構えを取るように要求する予令（よれい）に分けられるものと、動令のみのものがある。

## 鉄道における合図
鉄道における合図は鉄道信号の1つで、形・色・音などを使って係員相互間で意志をやり取りするものである。出発合図や入換合図などがある。

## スポーツにおける合図（サイン）
野球やバレーボールなど団体球技で作戦を伝達する場合に用いられる。指の数や手で触った体の場所などによってその後の行動が指示・伝達される。作戦そのものを伝達するフラッシュサインやキーとなる合図を決めて伝達するブロックサインなどがある。